# Professor Green
Pour les articles homonymes, voir Manderson et Green.
Stephen Paul Manderson (né le 27 novembre 1983 à Londres au Royaume-Uni), mieux connu sous le nom de scène Professor Green, est un rappeur britannique. Il est initialement membre du label The Beats de 2006 à 2008, puis de Virgin Records depuis 2010. En juillet 2008, il remporte le tremplin de rap JumpOff MySpace et gagne la somme de £50 000. Il travaille avec la chanteuse britannique Lily Allen en 2009 sur sa tournée.
En 2006, alors âgé de 23 ans, il sort sa première démo, Lecture #1. Après avoir quitté son label The Beats, il produit lui-même son premier EP intitulé Green EP. Mais après avoir tournée en première partie de Lily Allen, il signe chez Virgin Records et sort I Need You Tonight, basé sur le tube de INXS, Need You Tonight. Il se joint également à Lily Allen pour un duo avec Just Be Good To Green basé sur le tube de The SOS Band, Just Be Good to Me.
Professor Green sort son premier album studio Alive Till I'm Dead, le 19 juillet 2010, sur lequel apparaissent les voix de Lily Allen, Mike Skinner, Emeli Sandé, Fink et Labrinth.
Il fait également la première partie du rappeur américain Game, à Londres.
Le rappeur est également souvent comparé à Eminem.

## Biographie
Manderson est né le 27 novembre 1983, et grandit dans la banlieue Est de Londres, à Hackney. Il est élevé par sa grand-mère, Patricia, depuis l'âge de 1 an. Son père, Peter, se suicide en 2008, à  Brentwood, dans le comté d'Essex. Stephen a commencé, avant la mort de son père, à essayer d'être quelqu'un de bien, en déclarant : « J'entretenais une relation mouvementée avec mon père, Il ne s'occupait jamais de moi et c'est ma Grand-mère Patricia qui m'a élevé. Maman, qui m'a eu à 16 ans,ma tante Penny et mes cousins Jack Shirley et Amy Shirley étaient là, la plupart du temps mais c'est ma grand-mère qui a été la plus importante. La dernière fois que j'ai vu mon père en vie, c'était pour le jour de mes 18 ans. Il était venu pour me voir. Depuis nous avons arrêté de nous parler. Il n'y avait pourtant aucune raison... Il s'est pendu et j'ai dû aller identifier son corps à la morgue. »
Manderson prend le pseudonyme Professor Green, surnom en relation avec ses ventes de marijuana, jusqu'à ce qu'il signe sous le label The Beats. En argot, la Marijuana se dit Green. Professor viendrait de sa grande intelligence.
Il est en couple avec l'actrice et mannequin Karima McAdams. Ils accueillent leur premier enfant en 2021, Slimane Ray Manderson.

### Alive Till I'm Dead(2010)
Il annonce officiellement le titre de son premier album Alive Till I'm Dead sur sa page MySpace officielle. Son premier morceau issu de l'album est produit par The ThundaCatz et est intitulé I Need You Tonight et sort le 12 avril 2010. Il y reprend la mélodie du tube de 1987 de INXS Need You Tonight. Il obtient la troisième place au Royaume-Uni, et la 15e en Irlande. Le single est certifié disque d'argent en Angleterre. Il sort ensuite son second single Just Be Good to Green avec la chanteuse Lily Allen, le 11 juillet 2010 au Royaume-Uni et entre dans le top 5 en Angleterre, le top 20 en Irlande et entre dans la liste des 100 singles les plus chaud en Europe. Il atteint également la 32e place en Nouvelle-Zélande et la 49e en Australie. Le single reprend la mélodie du single Just Be Good To Me de The SOS Band.
Son album sort une semaine plus tard et se classe 2e dans les charts britannique et 18e en Irlande. Il sort alors Monster, son troisième single avec la participation vocal du rappeur britannique Example. Sorti le 3 octobre 2010 se classe 30e des hits anglais. Son album est certifié disque d'or en Angleterre avec 100 000 exemplaires. Le 10 septembre 2010, Professor Green se joint à Lily Allen sur la scène du mythique Wembley Stadium lors du double concert à guichet fermé du groupe britannique Muse, pour interpréter son tube Smile, et Just Be Good To Green. Le 19 octobre 2010, Manderson publie le clip de son prochain single, Jungle avec Maverick Sabre. Le 3 janvier 2011 et se classe 33e des charts de singles britanniques. Oh My God, en collaboration avec Labrinth, est annoncé comme le prochain single à paraître.

### At Your Inconvenience(2011-2012)
Professor Green confirme que son second album devrait s'appeler At Your Inconvenience, et le premier single issu de ce deuxième opus s'intitulera Read All About It, une chanson qu'il interprète régulièrement lors de ses concerts. Il confirme dans une interview, le 15 décembre 2010 que ce second album sortira en août 2011. Il déclare également qu'il sera en tournée avec N-Dubz en 2011. En mai 2012, Professor Green fait paraître sa propre marque de bière, Remedy. Le quatrième single prévu s'intitule Avalon en collaboration avec Sierra Kusterbeck, qui apparaît dans une publicité pour la marque Relentless. Pro Green.

### Growing Up in Public(depuis 2013)
Manderson exprime son intérêt pour les œuvres de Lily Allen, Ed Sheeran, et Emeli Sandé encore une fois, ainsi que Lana Del Rey. Pour la sortie Growing Up in Public, de possibles producteurs sont mis en avant comme Mike Skinner, Sid Wilson de Slipknot, iSHi, Pharrell Williams et Skrillex. Green compose un single avec son ancien collaborateur Example intitulé Fast Life qu'il croit être un titre à succès massif,,. Le premier single de l'album, intitulé Are You Getting Enough?, présente Miles Kane et est commercialisé le 31 juillet 2013. Green joue également les nouvelles pistes : I Need Church et Little Secrets dans ses récents livesets.
Growing Up in Public  est le troisième album du rappeur britannique. L'album était initialement prévu pour une sortie au mois de novembre 2013 puis a été repoussé fin 2013, au mois de mai 2014, avant d'être à nouveau retardé à l'été. Après avoir été repoussé pendant presque un an, il sortira finalement, dans les bacs, le 22 septembre 2014 sous le label Virgin Records. Le premier single promotionnel de l'album, Not Your Man, sort le 7 juillet 2014 et le second, I Need Church, le 16 juillet 2014. Le rappeur a collaboré avec de nombreux artistes sur ce nouvel opus comme Tori Kelly, Mr Probz et Rizzle Kicks.

## Discographie

### EPs
- Green EP (2008)

### Mixtapes
- Lecture#1 (2006)

### Singles
| I Need You Tonight (featuring Ed Drewett)         | 2010 | 3  |
| Just Be Good to Green (featuring Lily Allen)      | 2010 | 5  |
| Monster (featuring Example)                       | 2010 | 29 |
| Jungle (featuring Maverick Sabre)                 | 2011 | 31 |
| Read All About It (featuring Emeli Sandé)         | 2011 | 1  |
| D.P.M.O. (Don't Piss Me Off) (featuring Orelsan)  | 2012 | —  |
| Remedy (featuring Ruth Anne)                      | 2012 | 18 |
| Avalon (featuring Sierra Kusterbeck)              | 2012 | 29 |
| Are You Getting Enough? (featuring Miles Kane)    | 2013 | 93 |
| Lullaby (featuring Tori Kelly)                    | 2014 | 4  |
| Little Secrets (featuring Mr Probz)               | 2014 | 83 |
| Back on the Market                                | 2016 | —  |
| One Eye on the Door                               | 2016 | —  |
| Active (featuring Dream McLean)                   | 2017 | —  |
| Mercedes Riddim (featuring Dutch)                 | 2018 | —  |
| Count On You (featuring Greatness Jones & JSTJCK) | 2018 | —  |
| Photographs (featuring Rag'n'Bone Man)            | 2018 | 79 |
| Got It All (featuring Alice Chater)               | 2019 | 48 |

## Récompenses
| Année | Récompenses             | Catégories                |
| ----- | ----------------------- | ------------------------- |
| 2010  | BT Digital Music Awards | Artiste espoir de l'année |
| 2010  | MOBO Awards             | Meilleur concert hip-hop  |